# Brauerei Sankt Marx

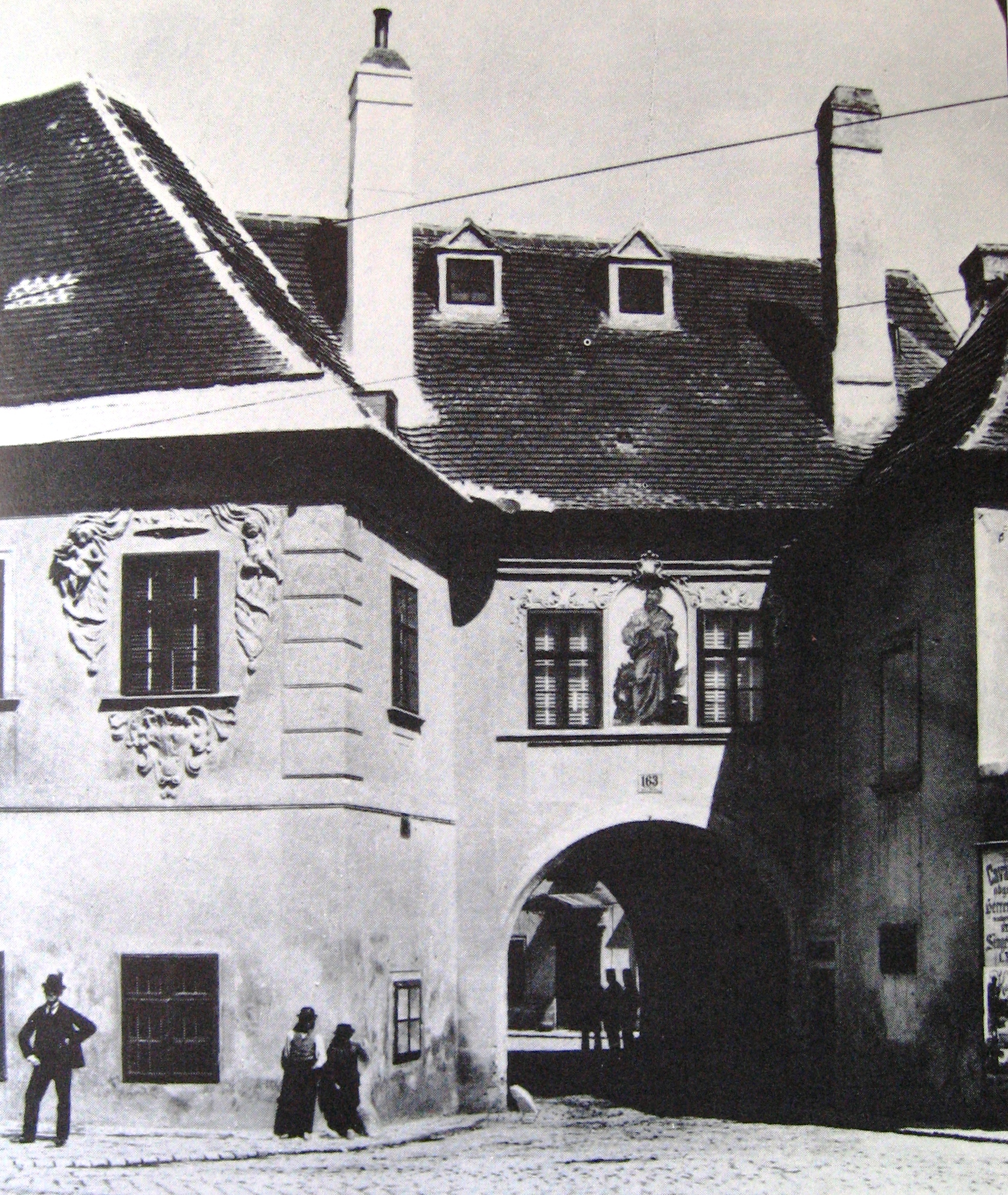
Brauerei Sankt Marx um 1900

Die Brauerei Sankt Marx war eine Bierbrauerei im 3. Wiener Gemeindebezirk Landstraße. Die im Eigentum der Unternehmer-Familie Mautner von Markhof stehende Brauerei wurde später mit der Anton Drehers Brauereien Aktiengesellschaft unter Anton Dreher junior fusioniert. Vor der Fusion war die Brauerei die drittgrößte auf dem europäischen Festland.

## Geschichte
Wann diese Brauerei in Sankt Marx gegründet wurde, ist nicht bekannt. 1394 ist im Bereich des Bürgerspitals zu St. Marks eine Brauerei nachweisbar, da sie in einer Urkunde von Herzog Albrecht III. vom Umgeld befreit war. Kaiser Ferdinand I. gewährte 1543 der Taverne im Siechenhaus das Privileg Wein und Pier Unngelt und Aller Beschwörung Frey auszuschenken.
1706 wurde das 1683 von den Türken zerstörte Bürgerspital mit der dem heiligen Markus („Marx“) Gewichten Kirchlein und die zugehörige Brauerei wieder aufgebaut. Das Bürgerspital betrieb die Brauerei danach nur einige Jahre selbst, dann wurde der Braubetrieb verpachtet. Der erste Pächter war 1733 Matthias Erhardt, danach folgte Dominicas Potschacher (1761–1764).
Nach zahlreichen Wechseln war Adolf Ignaz Mautner ab 1839 der erste Pächter, der den Betrieb mit Erfolg führte und ab 1843 auch während der Sommermonate untergäriges Abzugbier produzierte. So konnte die Produktion von rund 36.000 Hektolitern im Jahre 1840 bis 1875 versiebenfacht werden. Dafür wurden zahlreiche Zubauten errichtet, unter anderem ein Maschinenhaus mit einer Dampfmaschine der Wiener Maschinenfabrik Schrecker zum Wasserschöpfen und Malzputzen.
Am 1. Oktober 1857 verkaufte das Bürgerspital
- das Brauhaus mit der Braugerechtigkeit,
- das Wirtshaus mit der Schankgerechtigkeit,
- das Backhaus mit der Backgerechtigkeit und
- die Schmiede, das Versorgungshaus, die Gärten und Äcker

dem bisherigen Pächter.
Nach dem Ankauf wurde das Areal des ehemaligen Bürgerspitals komplett umgestaltet: anstelle des Spitalsgarten baute man Pferdestallungen, Zimmermanns- und Tischlerwerkstätten, das Schmiedehaus wurde abgerissen und die Dachböden dienten fortan als Malztennen und Malzdörren.
Da sich Mautner während der Revolution 1848 sehr kaisertreu verhalten hatte (Revolutionäre waren von ihm und seiner Belegschaft an der St. Marxer-Linie zerstreut worden), erwarb er sich die Anerkennung des jungen Kaisers Franz Joseph I., der die Brauerei bereits in seinem zweiten Regierungsjahr besichtigte und dem Eigentümer für seine Verdienste und Bemühungen die „Kaiserliche Anerkennung in den gnädigsten Worten“ ausdrückte. Ein weiterer Höhepunkt war die Teilnahme an der Wiener Weltausstellung 1873 mit einem eigenen Pavillon.
Nach Hereinnahme seines Sohnes Carl Ferdinand (1834–1896) als „Associé“ firmierte die Brauerei Sankt Marx auch als Adolf Ignaz Mautner & Sohn, zumal an einem neuen Betriebsstandort in Simmering auch erfolgreich industriell Presshefe erzeugt wurde. Das gegenüber Drehers Lagerbier wesentlich preisgünstigere St. Marxer-Abzugbier erlangte in Wien einen Marktanteil von 75 Prozent und wurde nach Deutschland, Italien, Schweiz, Rumänien und die Türkei exportiert.

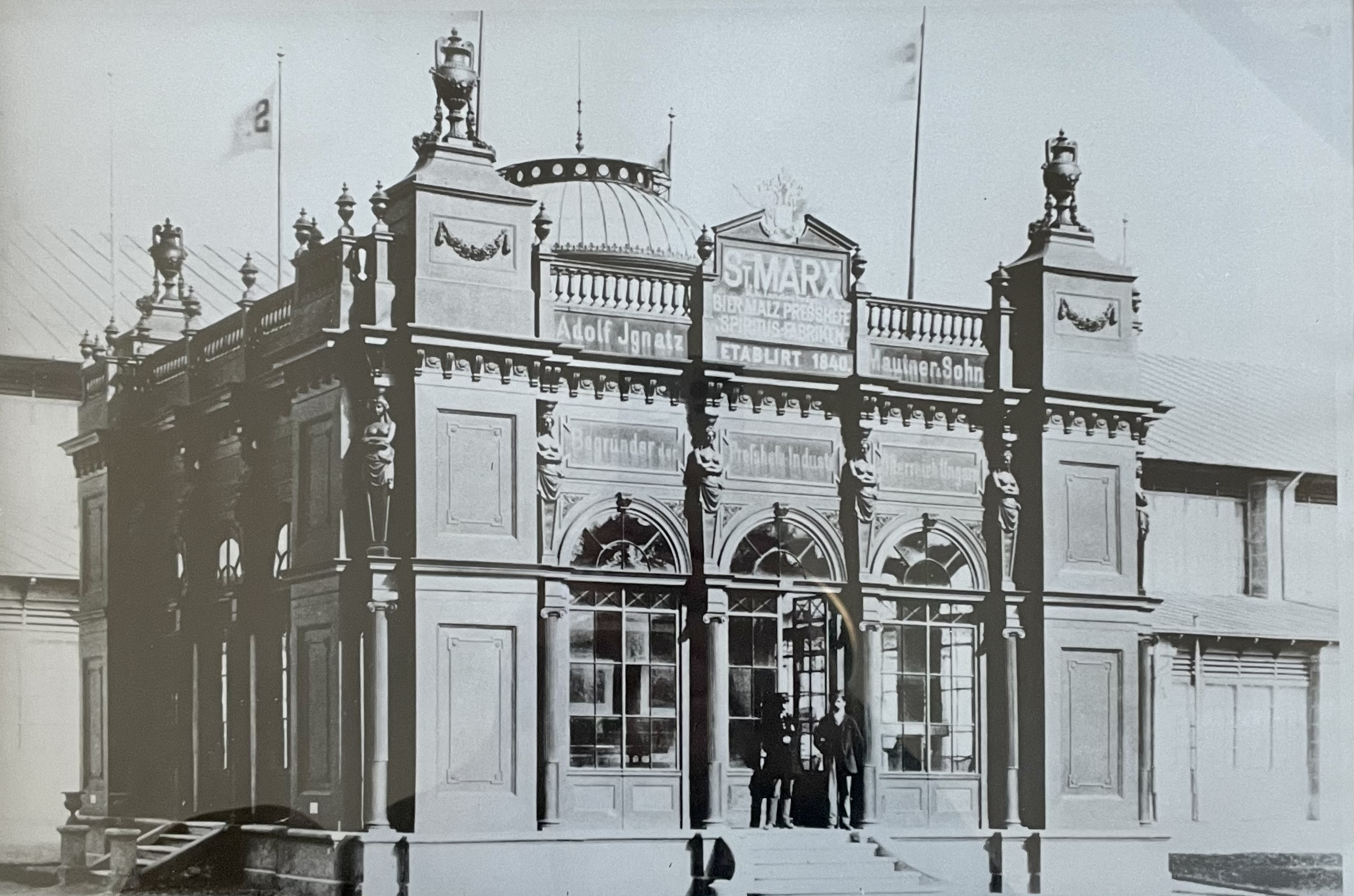
Brauerei Sankt Marx – Pavillon Weltausstellung Wien 1873

Bei einem Mitarbeiterstand von 60 Beamten und 1000 Arbeitern war der Jahresausstoß der Brauerei auf 540690 Hektoliter Bier gestiegen. Dies gelang vor allem durch das Engagement aller Beteiligten, die durch eigene Sozialeinrichtungen (Kinderspital, Kantine, Bäder, Arbeiterwohnungen mit Beleuchtung, Beheizung und Wäsche zu niedrigen Kosten), weitgehendem Kündigungsschutz, Lohnsteigerung nach Anzahl der Dienstjahre und Erfolgsprämien zur Identifikation mit dem Betrieb und der Braufamilie motiviert wurden. Zwar war die dem Wiener Zentralviehmarkt und dem Schlachthof Sankt Marx benachbarte Brauerei Sankt Marx der Brauerei Schwechat ein starker Konkurrent, trotzdem willigte Victor Mautner Ritter von Markhof 1913 der Fusion mit der Anton Drehers Brauereien Aktiengesellschaft und der Simmeringer Brauerei der Familie Meichl zu. Die drei Brauereien firmierten fortan als Vereinigte Brauereien Schwechat, St. Marx, Simmering – Dreher, Mautner, Meichl A.–G. Der Braubetrieb in St. Marx wurde kriegsbedingt 1916 eingestellt und das Areal nur mehr zu Wohnzwecken genutzt.

## Produkte
In der Brauerei Sankt Marx wurden Biere mit dem Namen Alt-Wiener Malz-Bier, Alt-Wiener Lager-Bier, Böhmisches Lager-Bier, St. Marxer-Märzen Bier, Bayrisches Lager-Bier und Abzugbier gebraut.